# Bulle von Rieti
Mit der Bulle von Rieti Pietati proximum bestätigte 1234 der Papst Gregor IX. dem Deutschen Orden die Herrschaft über das Kulmer Land östlich der unteren Weichsel, sowie über alle weiteren, vom Deutschen Orden in der historischen Landschaft Preußen eroberte Ländereien („zu ewigem und freiem Besitz“). Der Deutsche Orden sollte dabei ausschließlich der Hoheit des Papstes, aber keiner weiteren Lehnsabhängigkeit unterworfen sein. Die Bulle von Rieti stellte die schriftliche Niederlegung einer bereits vorher im August und September 1230 dem Deutschen Orden gemachten, mündlichen Zusage dar. Der Hochmeister des Deutschen Ordens, Hermann von Salza, hatte hartnäckig auf einer schriftlichen Niederlegung bestanden.
Die Bulle von Rieti korrespondiert mit der Goldbulle von Rimini 1226 des deutschen Kaisers und dem Vertrag von Kruschwitz 1230 des polnischen Herzogs Konrad von Masowien.
Am 26. Juli 1257 wiederholte und bestätigte Papst Alexander IV. die Bulle von Rieti.